# Friedrich Grützmacher

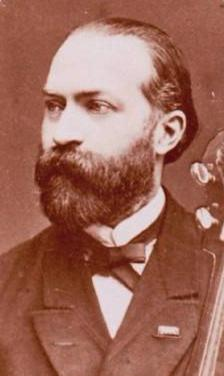
Friedrich Grützmacher.

Friedrich Wilhelm Ludwig Grützmacher, född 1 mars 1832 i Dessau, död 23 februari 1903 i Dresden, var en tysk violoncellist och kompositör. Han var bror till Leopold Grützmacher.
Grützmacher, som var lärjunge till Karl Drechsler i cello och till Friedrich Schneider i komposition, blev 1849 förste cellist vid Gewandhaus-orkestern och konservatorielärare i Leipzig samt 1860 kunglig kammarvirtuos i Dresden (konsertmästare vid hovorkestern). År 1867–1868 gjorde han konstresor i Storbritannien och Skandinavien. 
Grützmacher var en glänsande virtuos och framstående pedagog. Han utgav flera studieverk samt äldre mästares arbeten. Hans mest berömde lärjunge var Hugo Becker. Grützmacher invaldes 1869 som utländsk ledamot av Kungliga Musikaliska Akademien.